# Forum européen de bioéthique
Le Forum européen de bioéthique a pour vocation de rendre accessible à tous les questions de bioéthique. Initié par le professeur Israël Nisand et présidé par le professeur Jean-Louis Mandel, il ambitionne par ailleurs de faire de l’Alsace, région de tradition humaniste, un centre de référence en matière de réflexion bioéthique.

## Description

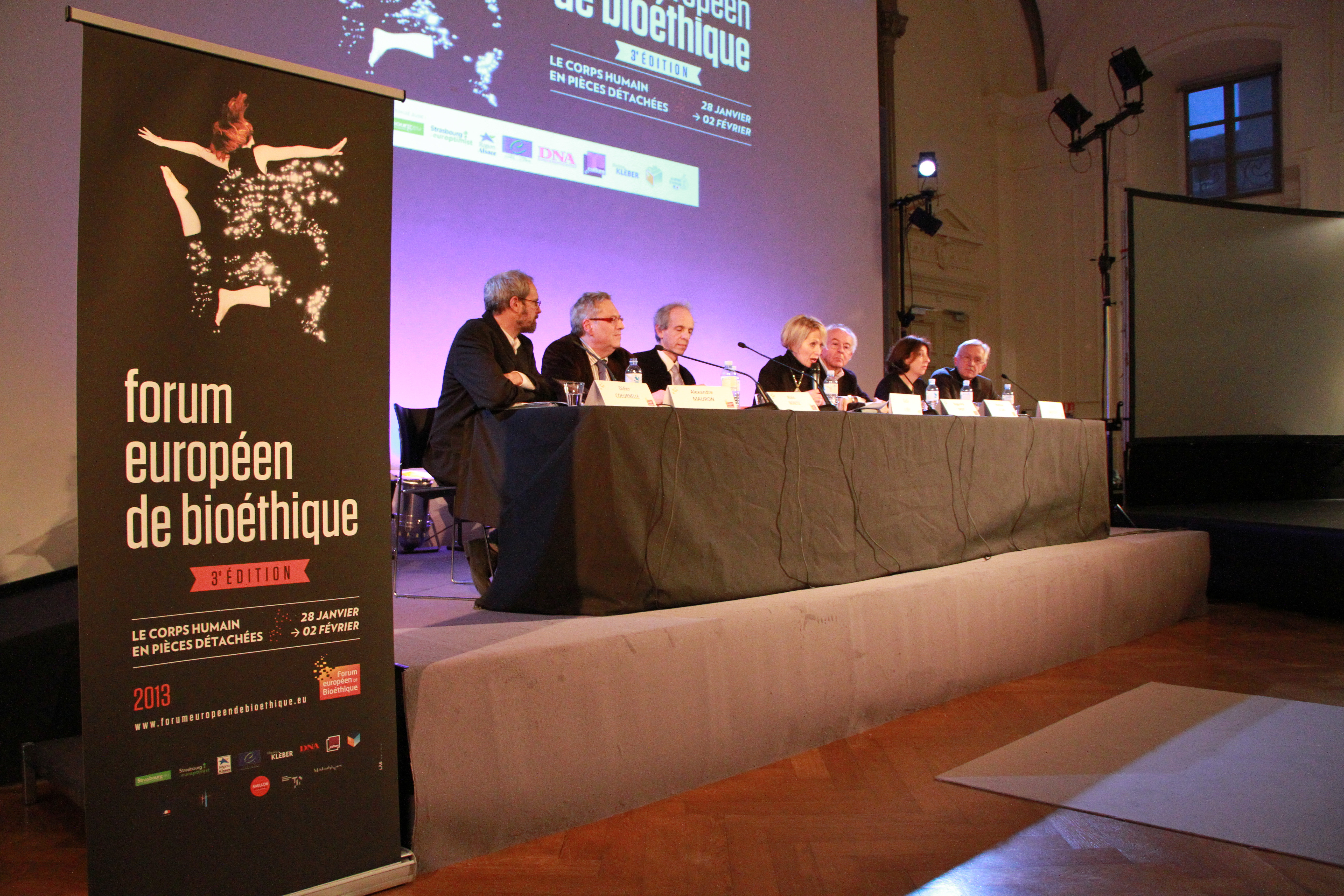
Lors du 3e forum européen de bioéthique en 2013.

Le Forum Européen de Bioéthique est l’occasion de réunir chaque année à Strasbourg des experts européens face au grand public. Mais au-delà des débats et des échanges, il implique aussi les jeunes et la scène culturelle à travers des approches originales pédagogiques et culturelles.
Le Forum Européen de Bioéthique est composé de trois volets : Forum des Rencontres-Débats, Forum Jeunes, Forum Culture.
Il se tient annuellement à la fin du mois de janvier à Strasbourg depuis 2010.
Pour l'édition 2018, l'équipe dirigeante est rajeunie et le FEB se dote d'une nouvelle baseline "Quel humain pour demain ?".

## Les membres fondateurs
- Israël Nisand, professeur de médecine, responsable du pôle de gynécologie obstétrique et de sénologie aux hôpitaux universitaires de Strasbourg.
- Jean-Louis Mandel, médecin, généticien, professeur de génétique humaine au Collège de France.
- Nadia Aubin, journaliste, ancienne présidente du Club de la presse Strasbourg-Europe.
- Carlos de Sola, Laurence Lwoff, Sylvie Bach.

## Le conseil d’administration
Association à but non lucratif, son conseil d’administration est composé de :
- Président : Israël Nisand.
- Premier vice-président : Aurélien Benoilid.
- Vice-président : Jean-Louis Mandel.
- Vice-Présidente : Martine Calderoli-Lotz, avocate.
- Vice-président : Alain Beretz, président de l’Université de Strasbourg.
- Vice-président : Pierre Soller-Couteaux, avocat.
- Secrétaire-général : Jean-Luc Bury, dirigeant
- Trésorier : Steve Jecko, chef d’entreprise

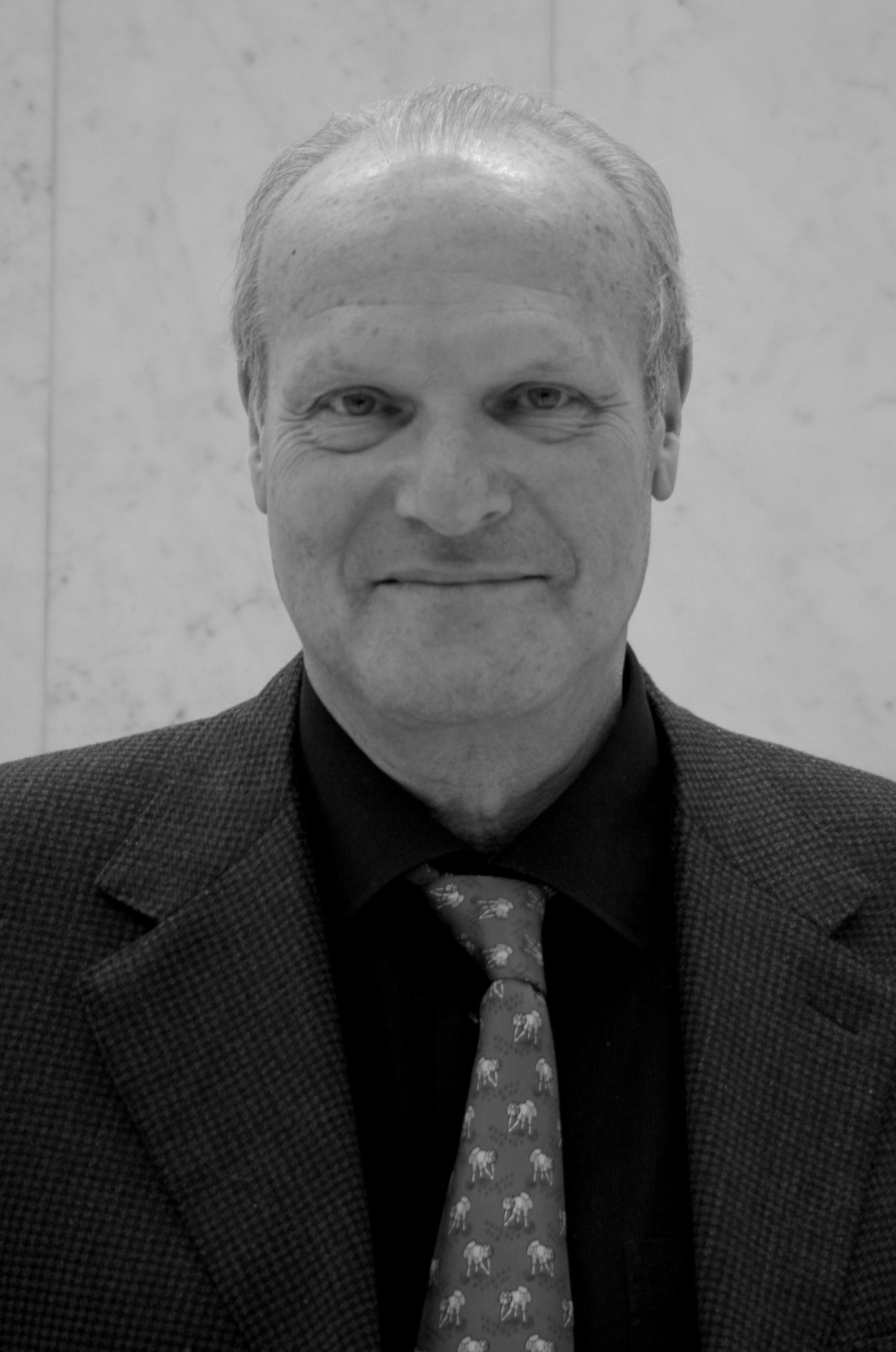
Israël Nisand
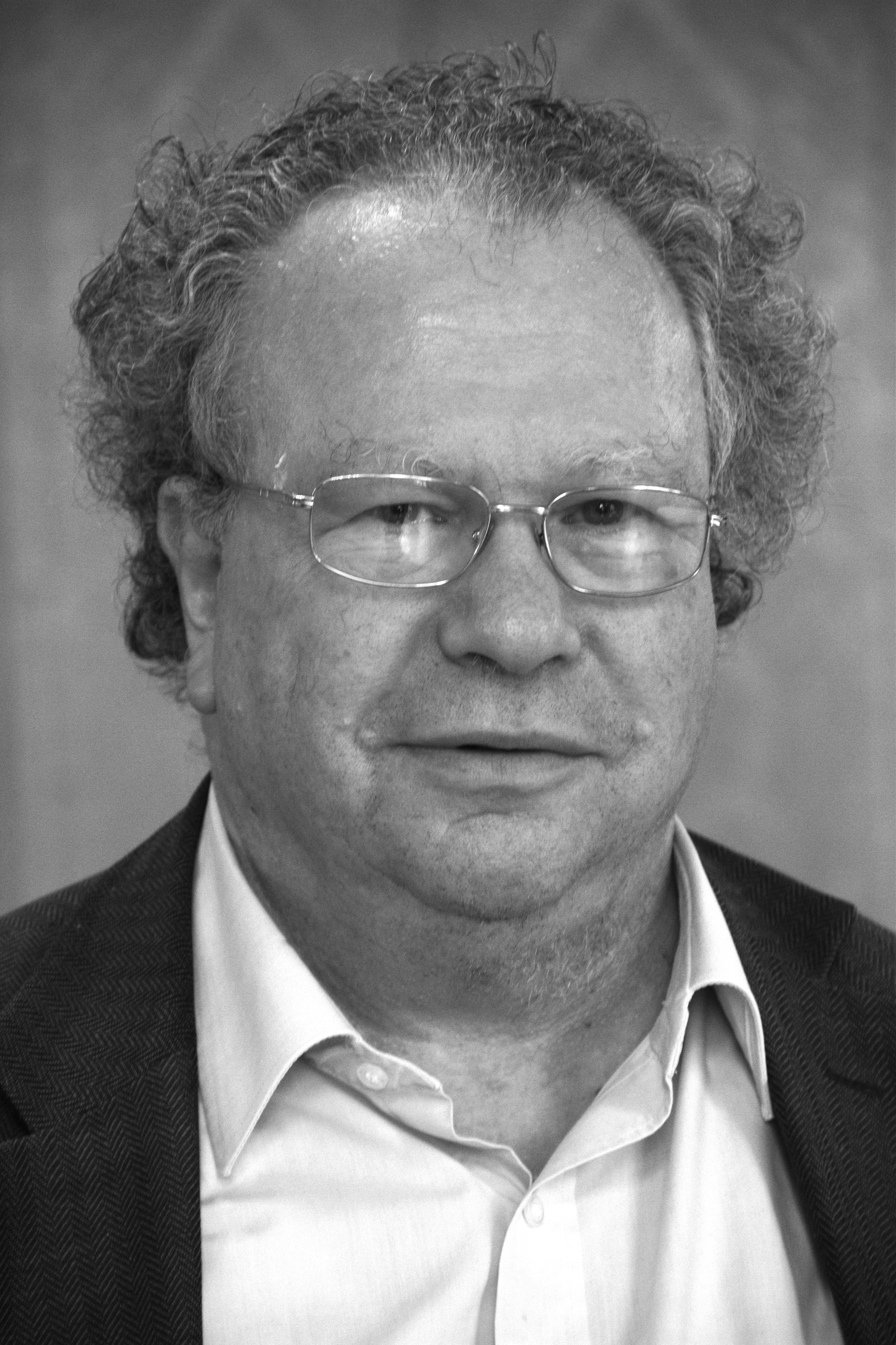
Jean-Louis Mandel
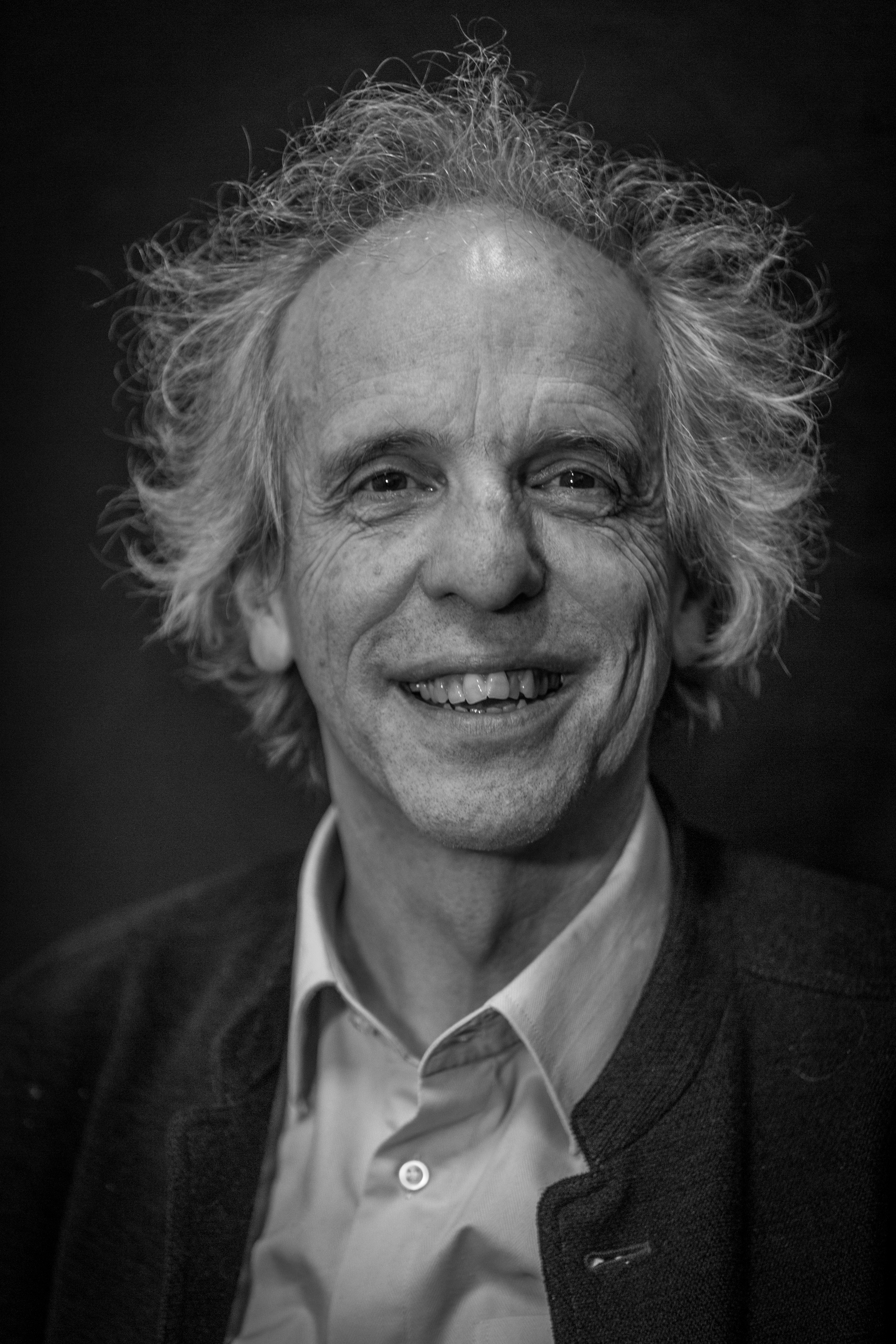
Alain Beretz

## Le conseil scientifique
Président du conseil scientifique : Jean-Paul Costa, président de l’Institut International des Droits de l'Homme, ancien président de la Cour européenne des droits de l'homme.

## Les cinq éditions du forum

### 2011 – Fin de vie et vieillissement
Du 1er au 5 février 2011.
- Président du conseil scientifique : Jean-François Mattei, ancien ministre, président de la Croix Rouge Française[2].
- 66 intervenants
- 6 500 personnes

### 2012 – Procréation, la famille en chantier
Du 30 janvier au 4 février 2012.
- Président du conseil scientifique : Jean-Claude Ameisen, professeur d’immunologie, président du Comité d’Éthique de l’Inserm, président actuel du Comité consultatif national d'éthique[3].
- 130 intervenants
- 9 000 personnes

### 2013 – Le corps humain en pièces détachées
Du 28 janvier au 1er février 2013.
- Président du conseil scientifique : Alain Grimfeld, professeur et pédiatre, président du Comité consultatif national d'éthique.

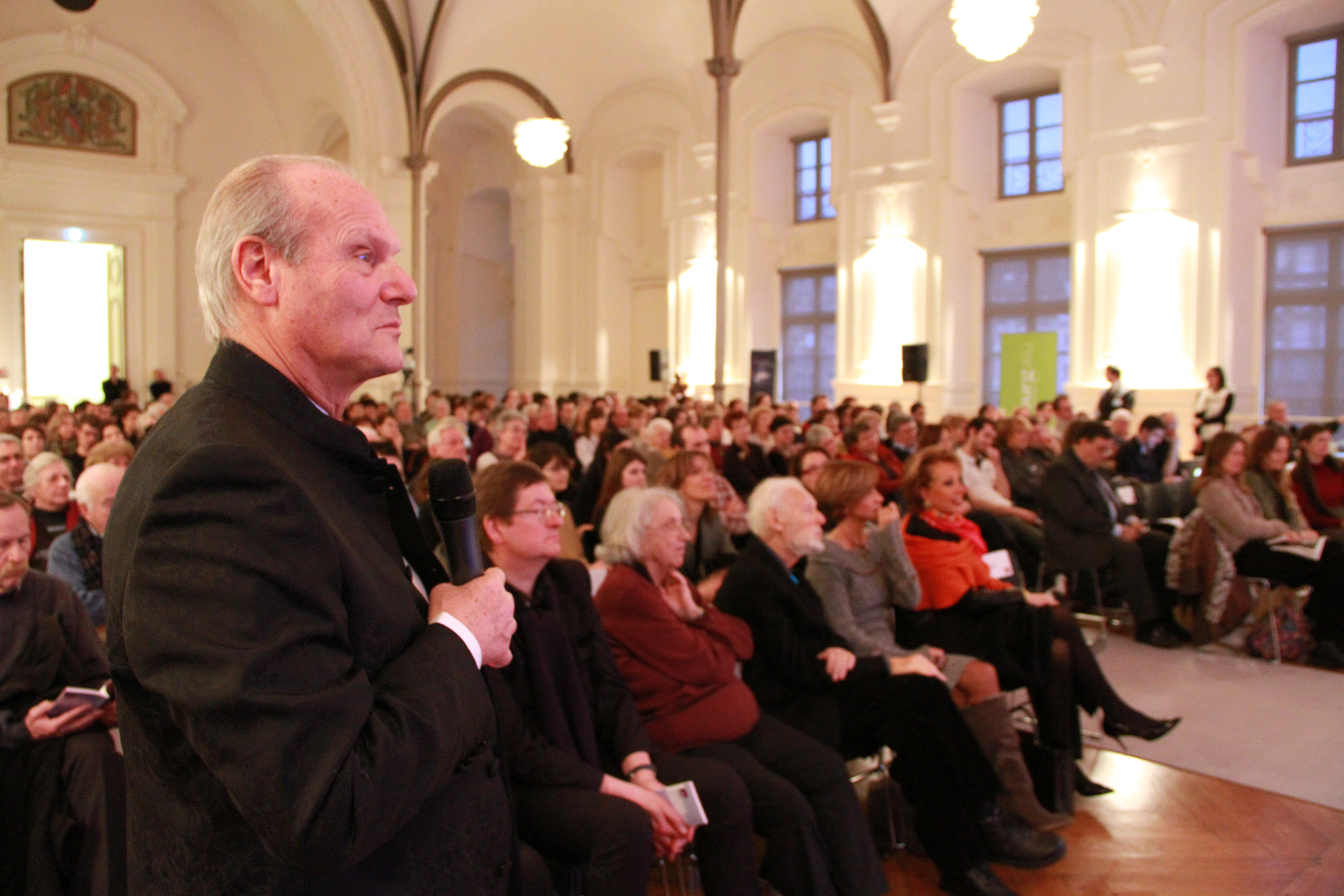
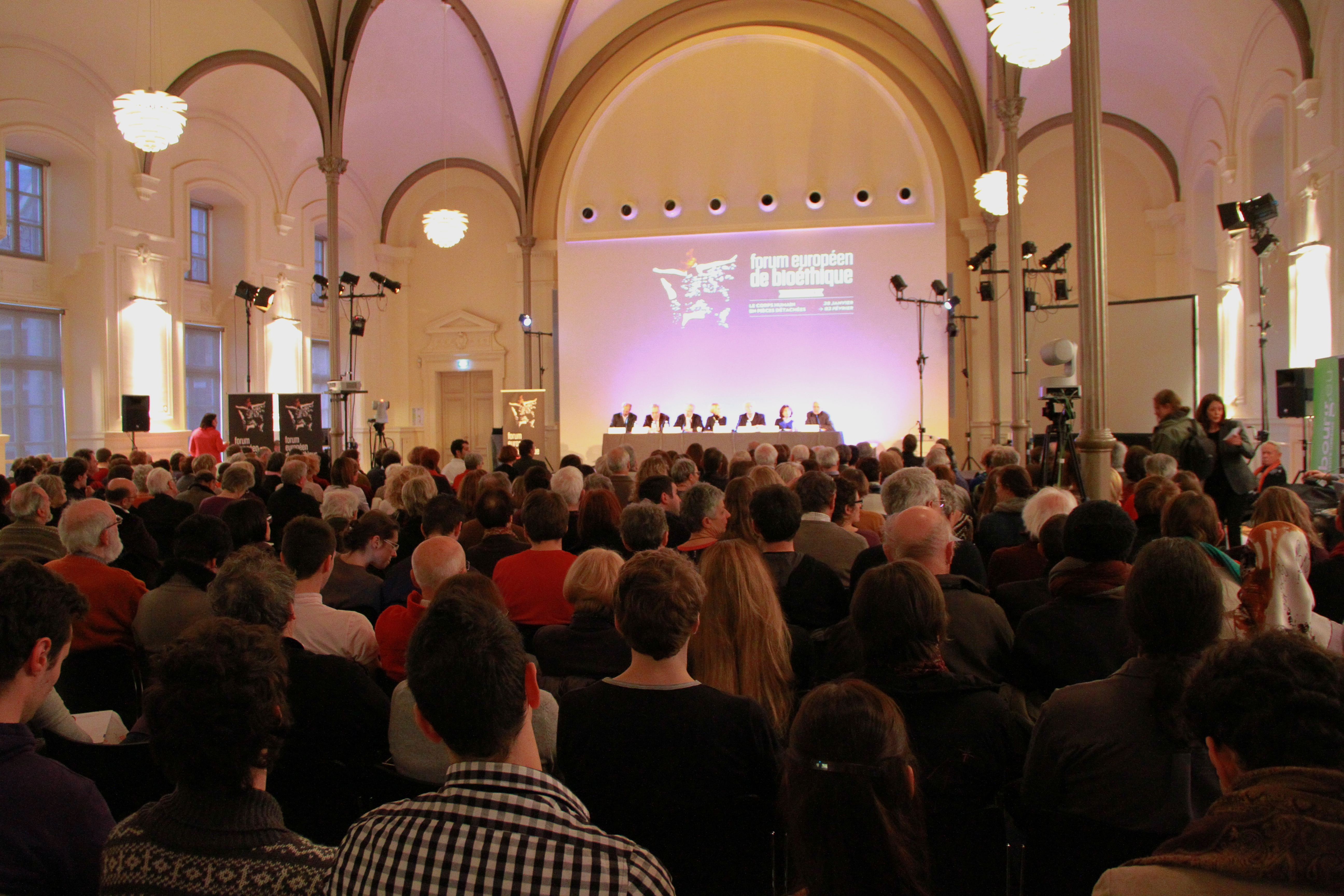
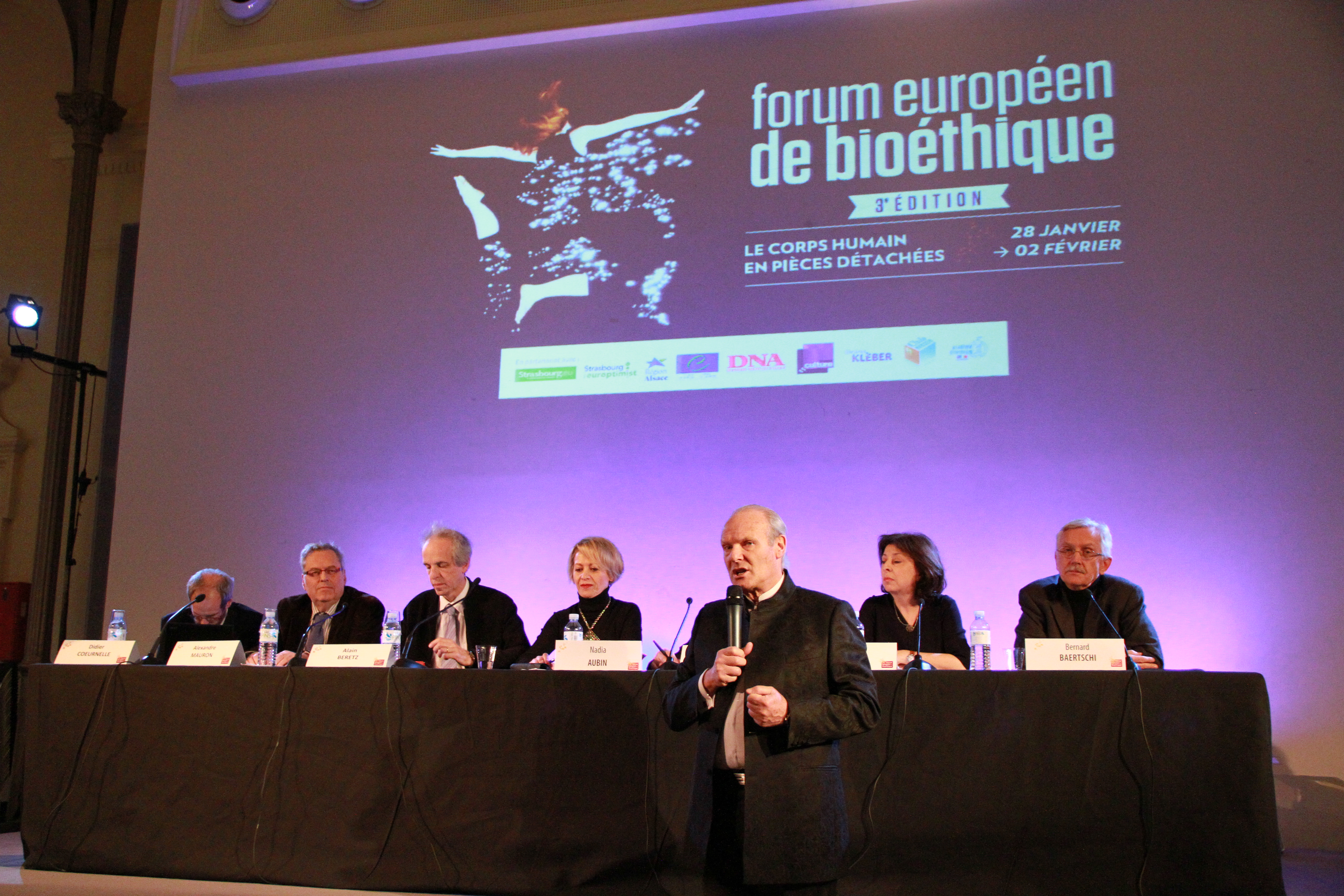
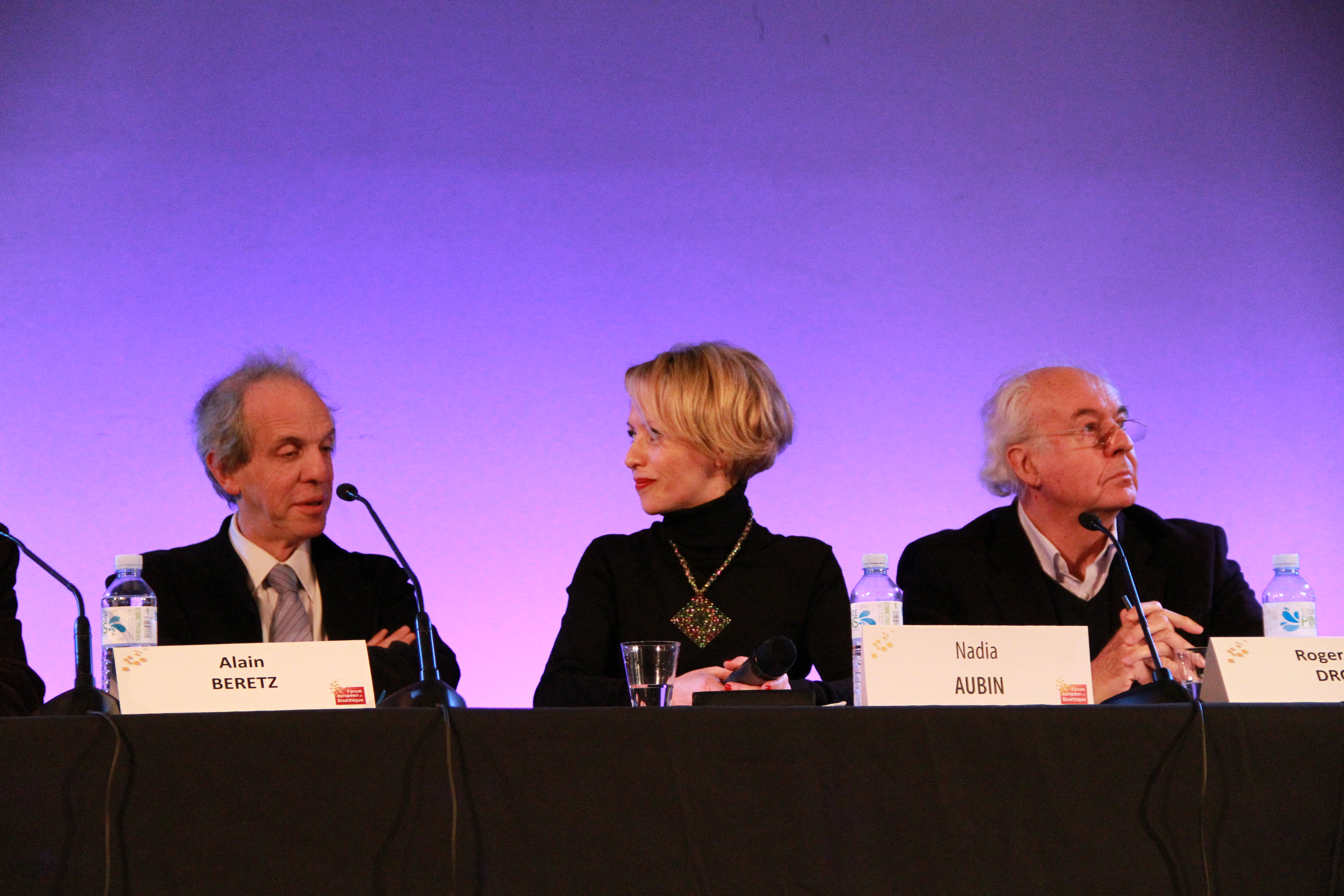

- 145 intervenants
- 12 000 personnes

### 2014 –  Connaître le cerveau, maîtriser les comportements
Du 27 janvier au 1er février 2015.
Président du conseil scientifique : Jean-Paul Costa, président de l’Institut International des Droits de l'Homme, ancien président de la Cour européenne des droits de l'homme.
- 130 intervenants

### 2014 – l’argent et la santé
Du 2 au 7 février 2015.

## Financement
Le Forum européen de bioéthique est soutenu financièrement par le Conseil Régional d’Alsace, la Ville de Strasbourg et la Communauté Urbaine de Strasbourg.
Il bénéficie en outre de nombreux partenariats dont : le Club de la Presse Strasbourg Europe, Les Dernières Nouvelles d’Alsace, la Librairie Kléber, le Conseil de l’Europe, le Rectorat de l’Académie de Strasbourg, l’Université de Strasbourg.

### LIens externes
Site officiel